# John Disley
John Ivor Disley (né le 20 novembre 1928 à Corris au pays de Galles et mort le 8 février 2016) est un athlète britannique, spécialiste du 3 000 mètres steeple. Il est le mari de Sylvia Cheeseman.

## Carrière
Il se classe troisième des Jeux olympiques de 1952, à Helsinki, derrière l'Américain Horace Ashenfelter et le Soviétique Vladimir Kazantsev, dans le temps de 8 min 51 s 8. Il devient à cette occasion le premier athlète gallois à remporter une médaille lors de Jeux olympiques.
Il améliore à cinq reprises le record britannique du 3 000 m steeple, et a par ailleurs détenu les records du Pays de Galles dans six disciplines différentes.
Figurant parmi les initiateurs de la course d'orientation au Royaume-Uni, il est l'un des fondateurs du Marathon de Londres en 1981. 

### Palmarès
| Date | Compétition     | Lieu     | Résultat | Épreuve         |
| ---- | --------------- | -------- | -------- | --------------- |
| 1952 | Jeux olympiques | Helsinki | 3e       | 3 000 m steeple |

### Records
| Épreuve         | Performance  | Lieu | Date |
| --------------- | ------------ | ---- | ---- |
| 3 000 m steeple | 8 min 44 s 2 |      | 1952 |